# Ljubica Marić
Ljubica Marić (Kragujevac, Sèrbia, 18 de març del 1909 - 17 de setembre del 2003) va ser una de les compositores més reconegudes de l'antiga Iugoslàvia. Va estudiar amb el compositor croat Josip Štolcer-Slavenski, professor de l'Acadèmia de Música de Belgrad. Va esdevenir professora de la Facultat de Música de Belgrad i membre de l'Acadèmia Sèrbia de les Ciències i de les Arts.
És coneguda per haver-se inspirat en la música de l'església Ortodoxa romana d'Orient i usar-la de manera no litúrgica.

## Educació musical
Ljubica Marić va estudiar violí i composició amb Josip Štolcer-Slavenski a l'Escola de Música Stanković de Belgrad. Després de graduar-se l'any 1929 va realitzar un màster al Conservatori de Praga (1929-37) on va rebre classes de composició de Josef Suk, direcció amb Metod Doležil i violí amb Jan Mařák. Allà va ser la primera sèrbia en obtenir l'any 1929 un diploma de composició.
També va realitzar un curs de "música de quart de to" impartit per Alois Hába (1930-31) i un altre curs d'un mes de durada en el qual va rebre classes del director rus i ucraïnès Nikolay Malkó (1931).
Es va graduar en composició amb Music for Orchestra l'any 1932 i es traslladà a Berlín, decidida a continuar els seus estudis, però no va aconseguir passar l'examen d'accés a la Universitat.
El seu Quintet de vent va ser molt ben rebut al festival Societat Internacional per a la Música Contemporània (SIMC) d'Amsterdam (1933).
Va dirigir l'estrena de Music for Orchestra durant el curs de música contemporània organitzat per Hermann Scherchen a Estrasurg (Musikalisch-dramatische Arbeitstagung, juliol-agost del 1933).

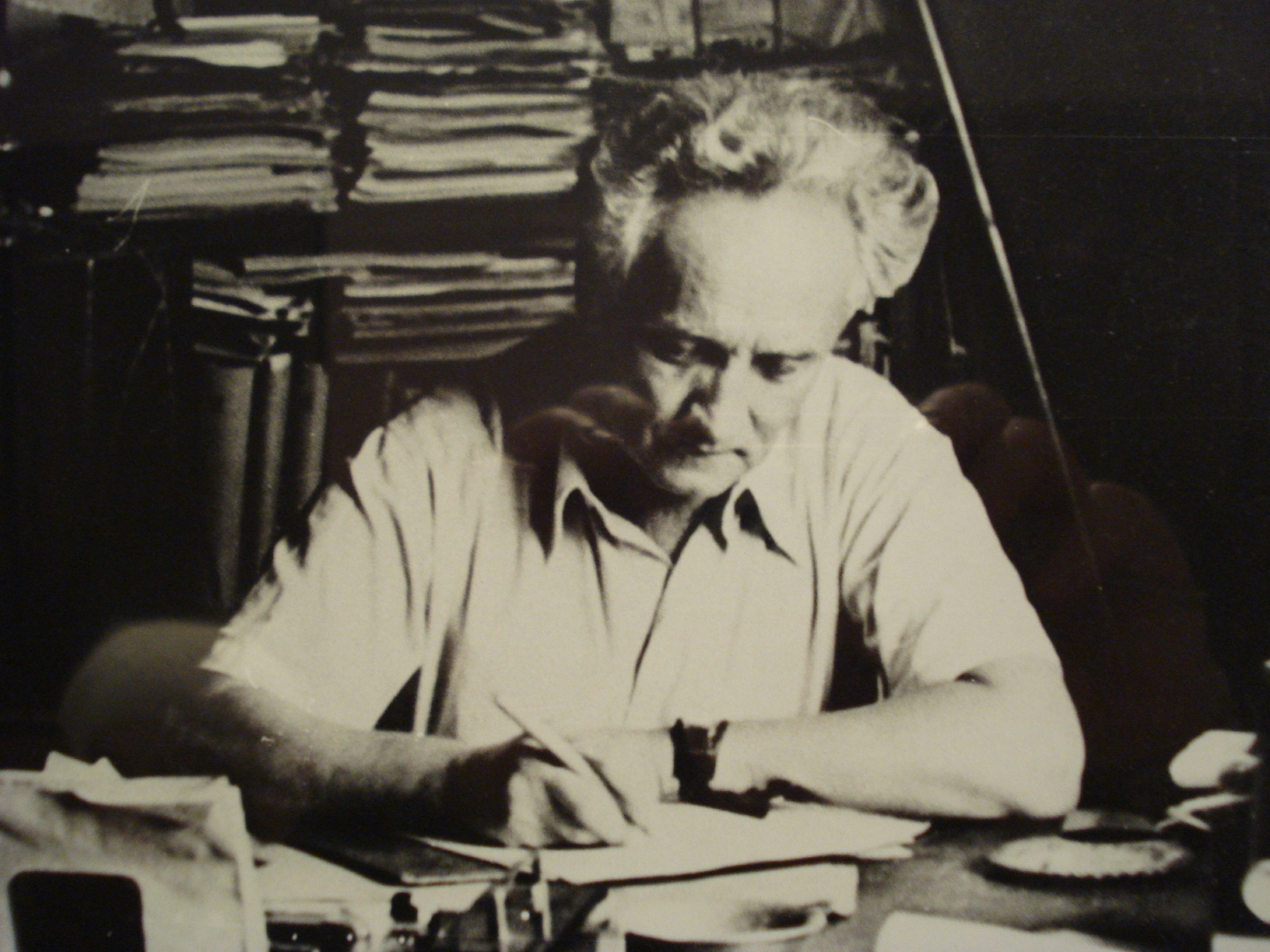
Josip Stolcer Slavenski, compositor croat i professor de Ljubica Maric

Mentre fou estudiant va obtenir reconeixements als festivals d'Amsterdam, Estrasburg i Praga.
En tornar a Iugoslàvia va viure a Zagreb durant els anys 1934 i 1936, va passar diversos mesos a Praga i allà va tornar a rebre classes d'Alois Hába.
Durant aquests anys va començar a estudiar direcció i de fet va dirigir dues vegades a Belgrad (1934-35) i una a Praga (1937).
Quan retornà finalment a Zagreb l'any 1937 va intentar posar en marxa una classe de quarts de to que s'havia obert al conservatori però no va ser possible, tot i el suport de Hába.

## Vida professional
L'any 1938 es va establir definitivament a Belgrad, on va començar a impartir classes teòriques a l'escola de música Stanković.
La seva música va ser promocionada pel músic Hermann Scherchen i va ser interpretada per les orquestres i grups de cambra més destacats de l'època. Alois Hába va oferir-li el càrrec de professora associada al Departament de Música de Quart de to al Conservatori de Praga. La Segona Guerra Mundial va suposar una disrupció a la seva carrera internacional, ja que va haver de passar la major part del temps a Belgrad, fet que va determinar que se centrés en la pròpia producció.
Des del 1945 fins al 1968 va ser professora al Departament de Teoria Musical de l'Acadèmia de Música.
Durant els primers anys després de la Segona Guerra Mundial va intentar continuar dirigint però va renuciar-hi totalment. Va ser escollida Membre de l'Acadèmia Sèrbia de les Ciències i de les Arts l'any 1963 i va esdevenir-ne membre oficial l'any 1981.
La mort de la seva mare l'any 1964 li va produir una depressió i manca total d'interès per la composició fins gairebé deu anys més tard. Durant aquests anys va abocar-se d'altres maneres al terreny de la creativitat, com per exemple la gravació de les seves improvisacions amb diferents objectes que podien produir sons, com poden ser coberts, cordes de violí, esquelles, etc., formant part d'un projecte que anomenà Muzika zvuka (Música del so).
Gairebé no va abandonar Belgrad, i quan ho feia era sovint per assistir a la interpretació de les seves obres. El seu darrer viatge va ser a Amsterdam l'any 1996, en un concert de les seves obres i posteriorment fins a Kassel, on va assistir a l'estrena del seu darrer treball Torso, per un trio de piano.
Marić també va estar involucrada en el món de les arts visuals i de la poesia filosòfica. Va escriure una breu col·lecció de poemes filosòfics que va fotocopiar i imprimir en petits fulletons (Tablice, 1978). A més a més també va escriure un assaig al voltant de la temàtica de la fuga al llarg de la història.

## Tendències estètiques
Va ser la primera compositora en emprar la música de l'església Ortodoxa romana d'Orient de manera no litúrgica. Va utilitzar la música medieval i la va combinar amb música del segle xx, creant obres amb lletres filosòfiques. Aquest tipus de música va marcar el tret de sortida del postmodernisme i minimalisme i és considerada una de les predecessores d'Arvo Pärt i John Tavener.

## Obres destacades
La majoria de les seves obres no han estat conservades, ja que es van perdre o van ser destruïdes per la mateixa Ljubica.
A continuació es presenta una llista parcial d'algunes de les seves obres més destacades:
- Quintet de vent - per a quintet de vent, 1932
- Tres Preludis - per a piano, 1945
- Versos de The Mountain Wreath - per a baríton i piano, 1948
- Sonata per a violí sol, 1948
- Songs of Space - cantata, 1956
- Cicle d' Oktoechos - per a orquestra, 1958
- Passacaglia - per a orquestra, 1958
- Concert Bizantí - concert per a piano i orquestra, 1959
- Threshold of the Dream - cantata, 1961
- Ostinato super thema octoicha - per arpa, piano i cordes, 1963
- The Sorceress - per a soprano i piano, 1964
- Invocation - per a contrabaix i piano, 1983
- From the Darkness Chanting - per a veu i piano, 1984
- Monody of the Oktoechos - per a violoncel sol, 1984
- Asymptote - per a violí i cordes, 1986
- Archaia I - per a violí, viola i violoncel, 1992
- Archaia II - per a trio de vent, 1993
- Torso - per a violí, violoncel i piano, 1996

## Discografia destacada
- Archaia, Emergo, 1996[2]

## Premis i reconeixements
Al final de la seva vida va ser rebuda a grans centres musicals dels Països Baixos, Alemanya i de la Gran Bretanya i fins i tot va publicar un CD amb la seva música de cambra a Amsterdam. A més a més, Chandos Records va publicar un CD amb la seva música més representativa. Va obtenir els premis serbis més destacats en el camp de la composició. A continuació s'esmenten els premis que va rebre:
- July Seventh Award for Life Achievement
- Acadèmia Sèrbia de les Ciències i de les Arts: Membre corresponent (1963-1981) i membre (1981-2003)[2]

## Llegat
| «                      | Ljubica Marić va utilitzar l'arsenal complet de la música contemporània per aconseguir un gran objectiu. Parla des del fons de la seva ànima amb un llenguatge clar i admirable... | » |
| — Dimitri Xostakóvitx. | |   |